# Carles de Saxònia
Carles de Saxònia (en alemany: Karl Christian Joseph Ignaz Eugen Franz Xaver von Polen und Sachsen) (Dresden, 13 de juliol de 1733 - Dresden, 16 de juny de 1796), fou un príncep alemany de la casa de Wettin. Fill del príncep elector August III de Polònia i de la seva esposa l'arxiduquessa, Maria Josepa d'Àustria.

## Causes de la seva elecció
Ernst Johann von Biron, duc de Curlàndia i regent del tsar rus Ivan VI, era odiat per l'aristocràcia russa a causa de les seves extravagàncies i el seu govern autocràtic, va ser retirat de la regència, per la mare del tsar Anna Leopóldovna, el 1740. Els intents d'Anna, com a regent van fracassar i el seu primer ministre Burkhard Christoph von Münnich -que havia organitzat la conspiració contra Biron- va ser acomiadat per diferències polítiques i personals entre tots dos. Després, un cop d'estat per part d'Isabel Románov -futura Elisabet I de Rússia- contra la regent, va fer aconseguir el tron a Elisabet. Anna i la seva família van ser empresonats a la fortalesa de Dunamunde el 13 de desembre de 1741, després d'una prèvia detenció a Riga.
La nova tsarina Elisabet va perdonar Biron, tanmateix, per temor que ell pogués tornar a tenir el gran poder com el que ja havia mostrat durant la seva regència, ella es va negar a tornar-li les seves antigues dignitats i el Ducat de Curlàndia. Per ocupar la nova direcció del Ducat, es va elegir el 1758 el fill del rei polonès August III de Polònia, el Príncep Carles de Saxònia. El jove príncep havia viatjat prèviament a Sant Petersburg on va estar d'acord amb els plans de la tsarina Elisabet.

## Matrimoni secret i fills
Carles es va casar en secret amb la comtessa Francesca Corvin-Krasinska a Varsòvia. Perquè Francesca no pertanyia a una dinastia governant o família reial, el matrimoni va ser morganàtic. En resposta a la persistència de Carles i el tribunal saxó, el juny de 1775, Francesca va rebre de l'Emperador Josep II del Sacre Imperi Romanogermànic el títol de princesa. La parella va tenir només una filla: 
- Maria Cristina de Saxònia (7 de desembre de 1770 - 24 de novembre de 1851), casada amb el príncep Carles Manuel de Savoia-Carignano.